# Prezident Sýrie
Prezident Sýrie (arabsky رئيس سوريا‎), oficiálně prezident Syrské arabské republiky, je hlavou státu a vlády Sýrie. Podle prozatímní ústavy z roku 2025 je Sýrie je prezidentskou republikou, v níž prezidentovi náleží vrchní výkonná moc. Ten je vrchním velitelem ozbrojených sil, nese odpovědnost za správu státu, zastupuje stát navenek, podepisuje mezinárodní smlouvy, jmenuje a odvolává viceprezidenty, ministry a velvyslance a má pravomoc udělovat milost. Dále má právo navrhovat zákony, právo veta a další regulační a výkonné pravomoci. Oficiálním sídlem prezidenta je prezidentský palác v hlavním městě Damašku. Současným prezidentem je Ahmad aš-Šar', který se úřadu ujal 29. ledna 2025.

## Historie

### Francouzský mandát Sýrie a Libanonu
Po zániku Syrského království založily francouzské úřady v roce 1922 v rámci Francouzského mandátu Sýrie a Libanonu Syrskou federaci. Tento stát byl částečně inspirován Švýcarskou konfederací a tvořily jej tři státy: Aleppo, Damašek a Alavitské hory. Prvním prezidentem se stal Subhí Barakát. Federace měla krátké trvání a v roce 1925 ji nahradil Stát Sýrie. Barakát ve funkci setrval až do vypuknutí Velkého syrského povstání téhož roku, které vedlo k jeho rezignaci. Jeho nástupcem se stal Ahmad Námí, který zastával funkci až do svého odvolání v roce 1928. V roce 1930 donutil syrský tlak francouzské úřady ke schválení syrské ústavy, kterou byla zřízena První syrská republika. Podle ústavy musel být prezident muslim a musel získat většinu hlasů poslanců Národního shromáždění.

### Nezávislá Sýrie
Po stažení francouzských vojsk ze Sýrie v roce 1946 schválili syrští představitelé o čtyři roky později ústavu, která zachovala parlamentní systém. Prezident tak musel získat většinu hlasů poslanců Národního shromáždění. V následujících letech se ve funkci vystřídalo několik osob, včetně Husního az-Za'íma a Adíba aš-Šíšaklího. Po referendu v roce 1958 se Sýrie připojila k Sjednocené arabské republice, jejímž prezidentem se stal Gamál Násir. V roce 1961 však proběhl úspěšný převrat a Sýrie obnovila svou nezávislost a ústavu z roku 1950.

### Baasistická sýrie
Po státním převratu v roce 1963, provedeném stranou Baas, vznikla Ba'athistická Sýrie, kde byla moc soustředěna do rukou jedné strany. Boje uvnitř strany vedly k dalším převratům v letech 1966 a 1970, přičemž po druhém se k moci dostal Háfiz al-Asad. Pod Asadovým vedením se Sýrie stala totalitní dědičnou diktaturou, kdy prezident byl současně Generálním tajemníkem syrské odnože strany Baas a vybudoval kolem sebe kult osobnosti. Po jeho smrti v roce 2000 jej v pozici prezidenta i generálního tajemníka nahradil jeho syn Bašár al-Asad. Ten pokračoval v autoritářském způsobu vlády, což po násilném potlačení protestů roku 2011 vedlo k občanské válce. Po 14 letech bojů pak došlo v prosinci 2024 ke svržení baasistické vlády a útěku prezidenta Asada do exilu.

### Přechodná vláda
Po pádu režimu byla ustanovena přechodná vláda, jejímž neoficiálním vůdcem byl velitel milic Hajját Tahrír al-Šám Ahmad Šara. Ten byl v lednu 2025 jmenován dočasným prezidentem a v březnu téhož roku podepsal prozatímní ústavu s platností na 5 let.

## Volba
Proces volby prezidenta se v průběhu let měnil. První prezident Subhí Barakát byl zvolen radou o patnácti členech (pět zástupců každé federální země) jmenovaných francouzským vysokým komisařem pro Levantu Henrim Gouraudem. Podle ústavy z roku 1930 probíhala volba prezidenta tajným hlasováním v parlamentu a volební období bylo 5 let; znovuzvolení bylo možné pouze po uplynutí dalších 5 let.  Ke zvolení bylo potřeba získat absolutní (nadpoloviční) většinu všech hlasů. Pokud by po dvou kolech nebyl žádný kandidát zvolen, postačovala pak ke zvolení ve třetím kole relativní (prostá) většina hlasů. Ústava z roku 1950 volbu upravila tak, že ke zvolení bylo potřeba získat:
- dvoutřetinovou většinu v prvním kole volby,
- nadpoloviční většinu v druhém kole volby,
- prostou většinu ve třetím kole volby.

Ústava Sjednocené arabské republiky z roku 1958 neobsahovala ustanovení o volbě federálního prezidenta.
Ústavou z roku 1973 bylo prodlouženo volební období na 7 let a bylo zavedeno lidové hlasování, zároveň bylo zakotveno dominantní postavení strany Baas. Proces volby začínal tím, že Regionální velení strany navrhlo kandidáta, kterého následně schválilo Lidové shromáždění a poté bylo vyhlášeno referendum k jeho potvrzení, ke kterému byla nutná nadpoloviční většinu všech odevzdaných hlasů. Pokud by této většiny nebylo dosaženo, proces by se opakoval. K tomu však nikdy nedošlo, neboť kandidáti vládnoucí strany byli schvalování téměř jednomyslně.
Ústava z roku 2012 zavedla přímou volbu podle pravidel dvoukolového systému, a namísto nominace stranou bylo ke kandidatuře nutné získat alespoň 35 podpisů poslanců Lidového shromáždění. Přes tyto změny nebyly volby považovány za demokratické a transparentní. Bašár al-Asad pozici prezidenta obhájil v roce 2014 s údajným ziskem 88% hlasů a v roce 2021 95% hlasů.
Po svržení baasistického režimu byl na schůzi povstaleckých velitelů v lednu 2025 zvolen dočasným prezidentem Ahmad Šara. Příští prezidentské volby by se podle jeho slov měly konat za 4 až 5 let.